# Neophaeus
Neophaeus là một chi bướm đêm thuộc họ Noctuidae.